# Theope sticheli
Theope sticheli is een vlindersoort uit de familie van de prachtvlinders (Riodinidae), onderfamilie Riodininae.
Theope sticheli werd in 1998 beschreven door Hall, J.